# Kai Flor
Kai Flor (22. maj 1886 i København – 3. september 1965) var en dansk kunst- og musikkritiker og oversætter.
Han var søn af grosserer Niels Flor (død 1946) og hustru Camilla f. Hansen (død 1933). I 1905 blev Kai Flor student fra Borgerdydskolen i København, tog filosofikum og debuterede som digter i 1910 i Illustreret Tidende. Hans hovedvirksomhed blev kritikken, og Flor var fra 1910 redaktionssekretær ved Gads danske Magasin, fra 1912 litterær medarbejder ved Hovedstaden og fra 1914 medarbejder ved Berlingske Tidende. Kai Flor var medstifter af og indtil 1956 formand for Musikanmelderringen af 1924. Han var tillige kasserer for Dansk Tonekunstnerforening, næstformand for dansk-italiensk forening Dante Alighieri, medlem af bestyrelsen for Johanne Stockmarrs Mindelegat og for Det Kongelige Danske Haveselskab, i forretningsudvalget for Friluftsteatret i Dyrehaven og medlem af Modstandsbevægelsens kunstneriske Udvalg. Han var Ridder af Dannebrog.
Ud over digtsamlinger, operatekster og dramatiseringer rummer Flors forfatterskab bøger om bl.a. musik, poesi, billedkunst og arkitektur. Han har oversat en lang række bøger til dansk.
28. februar 1915 ægtede han Mary Rosendal (21. april 1891 i Ousted – ?), datter af proprietær A.H. Rosendal og hustru Ingeborg f. Willumsen.